# Campeonato de Primera C 2001-02 (Argentina)
El Campeonato de Primera C 2001/02 fue la sexagésima octava temporada de la categoría y la decimoquinta de esta división como cuarta categoría del fútbol argentino. Fue disputado entre el 21 de julio de 2001 y el 13 de julio de 2002 por 18 equipos. 
En este torneo se incorporaron Berazategui y Colegiales, descendidos de la Primera B), y Acassuso, campeón de la Primera D).
El campeón fue Deportivo Laferrere, el cual había accedido directamente a semifinales al obtener el Torneo Clausura, que ganó la final del reducido, en la cual venció a Colegiales, lo que le permitió obtener el único ascenso otorgado.
Los dos descensos a Primera D correspondieron a Ferrocarril Midland y Deportivo Riestra, últimos en la tabla de promedios.

## Ascensos y descensos
| Promedio | Descendidos de la Primera C 2000-01 |
| -------- | ----------------------------------- |
| 17.°     | Sacachispas                         |
| 18.°     | Leandro N. Alem                     |

| Posición | Ascendido de la Primera D 2000-01 |
| -------- | --------------------------------- |
| Campeón  | Acassuso                          |

| Posición | Ascendido a la Primera B 2001-02 |
| -------- | -------------------------------- |
| Campeón  | Ituzaingó                        |

| Promedio | Descendidos de la Primera B 2000-01 |
| -------- | ----------------------------------- |
| 19.º     | Berazategui                         |
| 20.º     | Colegiales                          |

## Equipos participantes
| Equipo                | Ciudad       | Estadio                    | Capacidad |
| --------------------- | ------------ | -------------------------- | --------- |
| Acassuso              | Boulogne     | La Quema                   | 800       |
| Argentino             | Merlo        | Argentino de Merlo         | 11.000    |
| Barracas Central      | Buenos Aires | Barracas Central           | 4400      |
| Berazategui           | Berazategui  | Norman Lee                 | 5500      |
| Cañuelas              | Cañuelas     | Jorge Alfredo Arín         | 1500      |
| Colegiales            | Munro        | Libertarios Unidos         | 6000      |
| Comunicaciones        | Buenos Aires | Alfredo Ramos              | 3500      |
| Deportivo Laferrere   | Laferrere    | Ciudad de Laferrere        | 10.000    |
| Deportivo Riestra     | Buenos Aires | Guillermo Laza             | 3000      |
| Dock Sud              | Dock Sud     | De Los Inmigrantes         | 9500      |
| Excursionistas        | Buenos Aires | Excursionistas             | 7200      |
| General Lamadrid      | Buenos Aires | Enrique Sexto              | 3500      |
| Justo José de Urquiza | Loma Hermosa | Ramón Roque Martín         | 2500      |
| Liniers               | San Justo    | Juan Antonio Arias         | 3000      |
| Luján                 | Luján        | Municipal de Luján         | 2000      |
| Midland               | Libertad     | Ciudad de Libertad         | 7000      |
| San Martín            | Burzaco      | Francisco Boga             | 5000      |
| Villa Dálmine         | Campana      | Coliseo de Mitre y Puccini | 12.000    |

|  |

### Distribución geográfica de los equipos
| Región                                   | Cant. | Equipos |
| ---------------------------------------- | ----- | --- |
| Conurbano bonaerense                     | 10    | Acassuso, Argentino de Merlo, Berazategui, Colegiales, Deportivo Laferrere, Dock Sud, Justo José de Urquiza, Liniers, Midland y San Martín (B) |
| Ciudad de Buenos Aires                   | 5     | Barracas Central, Comunicaciones, Deportivo Riestra, Excursionistas y General Lamadrid                                                         |
| Interior de la provincia de Buenos Aires | 3     | Cañuelas, Luján y Villa Dálmine |

## Formato

### Competición
Se disputaron dos torneos llamados Apertura y Clausura. En cada uno de ellos, los 18 equipos se enfrentaron todos contra todos. Ambos se jugaron a una sola rueda. Los partidos disputados en el Torneo Clausura representaron los desquites de los del Torneo Apertura, invirtiendo la localía. 

### Ascensos
Este torneo entregó un solo ascenso directo, por lo que el formato dispuesto fue que se dispute un Torneo reducido cuyo ganador se consagró campeón de la temporada y ascendió a la Primera B. Los ganadores de cada uno de los torneos clasificaron directamente a las semifinales del mismo, mientras que los ocho equipos mejor ubicados en la tabla de posiciones final de la temporada clasificaron a la primera ronda y se enfrentaron hasta quedar dos equipos que jugaron en las semifinales contra los equipos que ya estaban clasificados a dicha fase. Los vencedores de esta etapa pasaron a la final cuyo ganador fue el campeón.

### Descensos
El promedio se calculó con los puntos obtenidos en la fase regular de los torneos de 1999-00, 2000-01 y 2001-02. Los equipos que ocuparon los dos últimos lugares de la tabla de promedios descendieron a la Primera D.

## Torneo Apertura
| Pos | Equipo              | Pts | PJ | PG | PE | PP | GF | GC | Dif |
| --- | ------------------- | --- | -- | -- | -- | -- | -- | -- | --- |
| 1   | Argentino de Merlo  | 38  | 17 | 12 | 2  | 3  | 25 | 9  | 16  |
| 2   | Colegiales          | 31  | 17 | 7  | 10 | 0  | 18 | 7  | 11  |
| 3   | Comunicaciones      | 30  | 17 | 8  | 6  | 3  | 26 | 19 | 7   |
| 4   | Acassuso            | 30  | 17 | 9  | 3  | 5  | 30 | 27 | 3   |
| 5   | Dock Sud            | 29  | 17 | 7  | 8  | 2  | 16 | 12 | 4   |
| 6   | Excursionistas      | 27  | 17 | 8  | 3  | 6  | 24 | 22 | 2   |
| 7   | Villa Dálmine       | 25  | 17 | 7  | 4  | 6  | 20 | 17 | 3   |
| 8   | Luján               | 22  | 17 | 4  | 10 | 3  | 24 | 19 | 5   |
| 9   | Cañuelas            | 21  | 17 | 5  | 6  | 6  | 17 | 16 | 1   |
| 10  | Liniers             | 21  | 17 | 5  | 6  | 6  | 16 | 21 | -5  |
| 11  | Deportivo Laferrere | 18  | 17 | 5  | 6  | 6  | 20 | 17 | 3   |
| 12  | Deportivo Riestra   | 18  | 17 | 4  | 6  | 7  | 22 | 27 | -5  |
| 13  | Barracas Central    | 17  | 17 | 4  | 5  | 8  | 16 | 19 | -3  |
| 14  | Ferrocarril Midland | 17  | 17 | 4  | 5  | 8  | 17 | 24 | -7  |
| 15  | San Martín (B)      | 17  | 17 | 4  | 5  | 8  | 10 | 18 | -8  |
| 16  | Berazategui         | 16  | 17 | 3  | 7  | 7  | 16 | 23 | -7  |
| 17  | General Lamadrid    | 13  | 17 | 4  | 4  | 9  | 19 | 29 | -10 |
| 18  | JJ Urquiza          | 13  | 17 | 3  | 4  | 10 | 14 | 24 | -10 |

|  |                              |
|  | Campeón del Torneo Apertura. |

## Torneo Clausura
| Pos | Equipo              | Pts | PJ | PG | PE | PP | GF | GC | Dif |
| --- | ------------------- | --- | -- | -- | -- | -- | -- | -- | --- |
| 1   | Deportivo Laferrere | 38  | 17 | 12 | 2  | 3  | 34 | 15 | 19  |
| 2   | Comunicaciones      | 32  | 17 | 10 | 2  | 5  | 31 | 27 | 4   |
| 3   | Argentino de Merlo  | 30  | 17 | 9  | 3  | 5  | 31 | 21 | 10  |
| 4   | Dock Sud            | 29  | 17 | 8  | 5  | 4  | 24 | 20 | 4   |
| 5   | Barracas Central    | 28  | 17 | 8  | 4  | 5  | 24 | 19 | 5   |
| 6   | Acassuso            | 27  | 17 | 8  | 3  | 6  | 37 | 26 | 11  |
| 7   | Colegiales          | 25  | 17 | 6  | 7  | 4  | 30 | 21 | 9   |
| 8   | Villa Dálmine       | 25  | 17 | 6  | 7  | 4  | 26 | 19 | 7   |
| 9   | Berazategui         | 25  | 17 | 7  | 4  | 6  | 24 | 17 | 7   |
| 10  | Luján               | 25  | 17 | 7  | 4  | 6  | 24 | 19 | 5   |
| 11  | Excursionistas      | 25  | 17 | 6  | 7  | 4  | 22 | 18 | 4   |
| 12  | General Lamadrid    | 20  | 17 | 5  | 5  | 7  | 24 | 32 | -8  |
| 13  | San Martín (B)      | 18  | 17 | 5  | 3  | 9  | 20 | 34 | -14 |
| 14  | JJ Urquiza          | 17  | 17 | 5  | 2  | 10 | 20 | 27 | -7  |
| 15  | Ferrocarril Midland | 17  | 17 | 4  | 5  | 8  | 19 | 27 | -8  |
| 16  | Liniers             | 17  | 17 | 4  | 5  | 8  | 16 | 29 | -13 |
| 17  | Cañuelas            | 14  | 17 | 4  | 2  | 11 | 20 | 30 | -10 |
| 18  | Deportivo Riestra   | 11  | 17 | 3  | 2  | 12 | 15 | 40 | -25 |

|  |                              |
|  | Campeón del Torneo Clausura. |

## Tabla de posiciones general del campeonato
| Pos | Equipo              | Pts | PJ | PG | PE | PP | GF | GC | Dif |
| --- | ------------------- | --- | -- | -- | -- | -- | -- | -- | --- |
| 1   | Argentino de Merlo  | 68  | 34 | 21 | 5  | 8  | 56 | 30 | 26  |
| 2   | Comunicaciones      | 62  | 34 | 18 | 8  | 8  | 57 | 46 | 11  |
| 3   | Dock Sud            | 58  | 34 | 15 | 13 | 6  | 40 | 32 | 8   |
| 4   | Acassuso            | 57  | 34 | 17 | 6  | 11 | 67 | 53 | 14  |
| 5   | Deportivo Laferrere | 56  | 34 | 17 | 8  | 9  | 54 | 32 | 22  |
| 6   | Colegiales          | 56  | 34 | 13 | 17 | 4  | 48 | 28 | 20  |
| 7   | Excursionistas      | 52  | 34 | 14 | 10 | 10 | 46 | 40 | 6   |
| 8   | Villa Dálmine       | 50  | 34 | 13 | 11 | 10 | 46 | 36 | 10  |
| 9   | Luján               | 47  | 34 | 11 | 14 | 9  | 48 | 38 | 10  |
| 10  | Barracas Central    | 45  | 34 | 12 | 9  | 13 | 40 | 38 | 2   |
| 11  | Berazategui         | 41  | 34 | 10 | 11 | 13 | 40 | 40 | 0   |
| 12  | Liniers             | 38  | 34 | 9  | 11 | 14 | 32 | 50 | -18 |
| 13  | Cañuelas            | 35  | 34 | 9  | 8  | 17 | 37 | 46 | -9  |
| 14  | San Martín (B)      | 35  | 34 | 9  | 8  | 17 | 30 | 52 | -22 |
| 15  | Ferrocarril Midland | 34  | 34 | 8  | 10 | 16 | 36 | 51 | -15 |
| 16  | General Lamadrid    | 33  | 34 | 9  | 9  | 16 | 43 | 61 | -18 |
| 17  | JJ Urquiza          | 30  | 34 | 8  | 6  | 20 | 34 | 51 | -17 |
| 18  | Deportivo Riestra   | 29  | 34 | 7  | 8  | 19 | 37 | 67 | -30 |

|  |                                                                                           |
|  | Clasificado a las semifinales por el ascenso al ser campeón de uno de los torneos cortos. |

|  |                                                              |
|  | Clasificados a la primera ronda del reducido por el ascenso. |

## Torneo Reducido
|  | Octavos de final         | Octavos de final         | Octavos de final         |                     |   | Cuartos de final          | Cuartos de final          | Cuartos de final          |  |  | Semifinales                | Semifinales                | Semifinales                |  |  | Final                      | Final                      | Final                      |
|  | 29 de mayo al 3 de junio | 29 de mayo al 3 de junio | 29 de mayo al 3 de junio |                     |   | 6 de junio al 10 de junio | 6 de junio al 10 de junio | 6 de junio al 10 de junio |  |  | 15 de junio al 22 de junio | 15 de junio al 22 de junio | 15 de junio al 22 de junio |  |  | 29 de junio al 13 de julio | 29 de junio al 13 de julio | 29 de junio al 13 de julio |
|  |                          |                          |                          |                     |   |                           |                           |                           |  |  |                            |                            |                            |  |  |                            |                            |                            |
|  |                          |                          |                          |                     |   |                           |                           |                           |  |  |                            |                            |                            |  |  |                            |                            |                            |
|  |                          |                          |                          |                     |   |                           |                           |                           |  |  |                            |                            |                            |  |  |                            |                            |                            |
|  | Deportivo Laferrere      |                          |                          |                     |   |                           |                           |                           |  |  |                            |                            |                            |  |  |                            |                            |                            |
|  |                          |                          |                          |                     |   |                           |                           |                           |  |  |                            |                            |                            |  |  |                            |                            |                            |
|  |                          |                          |                          |                     |   |                           |                           |                           |  |  |                            |                            |                            |  |  |                            |                            |                            |
|  | Deportivo Laferrere      |                          |                          |                     |   |                           |                           |                           |  |  |                            |                            |                            |  |  |                            |                            |                            |
|  |                          |                          |                          |                     |   |                           |                           |                           |  |  |                            |                            |                            |  |  |                            |                            |                            |
|  |                          |                          |                          |                     |   |                           |                           |                           |  |  |                            |                            |                            |  |  |                            |                            |                            |
|  |                          |                          |                          |                     |   |                           |                           |                           |  |  |                            |                            |                            |  |  |                            |                            |                            |
|  |                          |                          |                          |                     |   |                           |                           |                           |  |  |                            |                            |                            |  |  |                            |                            |                            |
|  |                          |                          |                          |                     |   |                           |                           |                           |  |  |                            |                            |                            |  |  |                            |                            |                            |
|  | Deportivo Laferrere      | 3                        | 2                        |                     |   |                           |                           |                           |  |  |                            |                            |                            |  |  |                            |                            |                            |
|  | Deportivo Laferrere      | 3                        | 2                        |                     |   |                           |                           |                           |  |  |                            |                            |                            |  |  |                            |                            |                            |
|  |                          | Acassuso                 | 2                        | 0                   |   |                           |                           |                           |  |  |                            |                            |                            |  |  |                            |                            |                            |
|  | Acassuso*                | Acassuso                 | 2                        | 0                   | 1 | 1                         |                           |                           |  |  |                            |                            |                            |  |  |                            |                            |                            |
|  | Acassuso*                |                          |                          |                     | 1 | 1                         |                           |                           |  |  |                            |                            |                            |  |  |                            |                            |                            |
|  | Villa Dálmine            | 1                        | 1                        |                     |   |                           |                           |                           |  |  |                            |                            |                            |  |  |                            |                            |                            |
|  | Villa Dálmine            | 1                        | 1                        | Acassuso*           | 3 | 0                         |                           |                           |  |  |                            |                            |                            |  |  |                            |                            |                            |
|  |                          |                          |                          |                     | 3 | 0                         |                           |                           |  |  |                            |                            |                            |  |  |                            |                            |                            |
|  |                          | Barracas Central         | 1                        | 2                   |   |                           |                           |                           |  |  |                            |                            |                            |  |  |                            |                            |                            |
|  | Comunicaciones           | Barracas Central         | 1                        | 2                   | 0 | 0                         |                           |                           |  |  |                            |                            |                            |  |  |                            |                            |                            |
|  | Comunicaciones           |                          |                          |                     | 0 | 0                         |                           |                           |  |  |                            |                            |                            |  |  |                            |                            |                            |
|  | Barracas Central         | 1                        | 2                        |                     |   |                           |                           |                           |  |  |                            |                            |                            |  |  |                            |                            |                            |
|  | Barracas Central         | 1                        | 2                        | Deportivo Laferrere | 2 | 2                         |                           |                           |  |  |                            |                            |                            |  |  |                            |                            |                            |
|  |                          |                          |                          |                     | 2 | 2                         |                           |                           |  |  |                            |                            |                            |  |  |                            |                            |                            |
|  |                          | Colegiales               | 1                        | 0                   |   |                           |                           |                           |  |  |                            |                            |                            |  |  |                            |                            |                            |
|  | Argentino de Merlo       | Colegiales               | 1                        | 0                   |   |                           |                           |                           |  |  |                            |                            |                            |  |  |                            |                            |                            |
|  |                          |                          |                          |                     |   |                           |                           |                           |  |  |                            |                            |                            |  |  |                            |                            |                            |
|  |                          |                          |                          |                     |   |                           |                           |                           |  |  |                            |                            |                            |  |  |                            |                            |                            |
|  | Argentino de Merlo       |                          |                          |                     |   |                           |                           |                           |  |  |                            |                            |                            |  |  |                            |                            |                            |
|  |                          |                          |                          |                     |   |                           |                           |                           |  |  |                            |                            |                            |  |  |                            |                            |                            |
|  |                          |                          |                          |                     |   |                           |                           |                           |  |  |                            |                            |                            |  |  |                            |                            |                            |
|  |                          |                          |                          |                     |   |                           |                           |                           |  |  |                            |                            |                            |  |  |                            |                            |                            |
|  |                          |                          |                          |                     |   |                           |                           |                           |  |  |                            |                            |                            |  |  |                            |                            |                            |
|  |                          |                          |                          |                     |   |                           |                           |                           |  |  |                            |                            |                            |  |  |                            |                            |                            |
|  | Argentino de Merlo       | 0                        | 0                        |                     |   |                           |                           |                           |  |  |                            |                            |                            |  |  |                            |                            |                            |
|  | Argentino de Merlo       | 0                        | 0                        |                     |   |                           |                           |                           |  |  |                            |                            |                            |  |  |                            |                            |                            |
|  |                          | Colegiales               | 2                        | 1                   |   |                           |                           |                           |  |  |                            |                            |                            |  |  |                            |                            |                            |
|  | Colegiales               | Colegiales               | 2                        | 1                   | 1 | 3                         |                           |                           |  |  |                            |                            |                            |  |  |                            |                            |                            |
|  | Colegiales               |                          |                          |                     | 1 | 3                         |                           |                           |  |  |                            |                            |                            |  |  |                            |                            |                            |
|  | Excursionistas           | 1                        | 2                        |                     |   |                           |                           |                           |  |  |                            |                            |                            |  |  |                            |                            |                            |
|  | Excursionistas           | 1                        | 2                        | Colegiales          | 2 | 3                         |                           |                           |  |  |                            |                            |                            |  |  |                            |                            |                            |
|  |                          |                          |                          |                     | 2 | 3                         |                           |                           |  |  |                            |                            |                            |  |  |                            |                            |                            |
|  |                          | Luján                    | 2                        | 2                   |   |                           |                           |                           |  |  |                            |                            |                            |  |  |                            |                            |                            |
|  | Dock Sud                 | Luján                    | 2                        | 2                   | 0 | 2                         |                           |                           |  |  |                            |                            |                            |  |  |                            |                            |                            |
|  | Dock Sud                 |                          |                          |                     | 0 | 2                         |                           |                           |  |  |                            |                            |                            |  |  |                            |                            |                            |
|  | Luján                    | 3                        | 0                        |                     |   |                           |                           |                           |  |  |                            |                            |                            |  |  |                            |                            |                            |

El equipo situado arriba es local en el partido de vuelta y tiene ventaja deportiva.
(*) Clasificado por ventaja deportiva.
Deportivo Laferrere salió campeón y ascendió a la Primera B

## Tabla de descenso
| Pos | Equipo              | 1999/00 | 2000/01 | 2001/02 | Pts | PJ  | Promedio |
| --- | ------------------- | ------- | ------- | ------- | --- | --- | -------- |
| 1º  | Argentino de Merlo  | 55      | 56      | 68      | 179 | 102 | 1,754    |
| 2º  | Dock Sud            | 67      | 49      | 58      | 174 | 102 | 1,705    |
| 3º  | Acassuso            | --      | --      | 57      | 57  | 34  | 1,676    |
| 4º  | Colegiales          | --      | --      | 56      | 56  | 34  | 1,647    |
| 5º  | Excursionistas      | 43      | 60      | 52      | 155 | 102 | 1,519    |
| 6º  | Villa Dálmine       | 54      | 50      | 50      | 154 | 102 | 1,509    |
| 7º  | Comunicaciones      | 56      | 35      | 62      | 153 | 102 | 1,500    |
| 8º  | Deportivo Laferrere | 42      | 48      | 56      | 149 | 102 | 1,460    |
| 9º  | JJ Urquiza          | 41      | 57      | 30      | 128 | 102 | 1,254    |
| 10º | Barracas Central    | 45      | 37      | 42      | 127 | 102 | 1,245    |
| 11º | General Lamadrid    | --      | 51      | 33      | 84  | 68  | 1,235    |
| 12º | Berazategui         | --      | --      | 38      | 41  | 34  | 1,205    |
| 13º | San Martín (B)      | 34      | 56      | 32      | 122 | 102 | 1,196    |
| 14º | Liniers             | 38      | 44      | 38      | 121 | 102 | 1,186    |
| 15º | Luján               | 36      | 39      | 47      | 121 | 102 | 1,186    |
| 16º | Cañuelas            | 32      | 53      | 35      | 120 | 102 | 1,176    |
| 17º | Ferrocarril Midland | 39      | 41      | 34      | 113 | 102 | 1,107    |
| 18º | Deportivo Riestra   | 37      | 32      | 29      | 97  | 102 | 0,950    |

|  | Descendió a la Primera D. |